# Duosclera mackayi
Duosclera mackayi är en svampdjursart som först beskrevs av Carter 1885.  Duosclera mackayi ingår i släktet Duosclera och familjen Spongillidae. Inga underarter finns listade i Catalogue of Life.